# Connaissance du monde
 (février 2020).
Connaissance du monde est la marque d'une organisation française de conférences filmées qui revendique être la plus grande au monde.

## Historique
Basée sur le concept « À l'écran un film, sur scène l'auteur », Connaissance du monde est un label qui fut utilisé à partir de 1945 par Camille Kiesgen, créateur du Bureau international de concerts, lequel donna l'occasion à Paul-Émile Victor, le 4 février 1936, de relater sa première expédition ethnologique au Groenland en 1934-1935. Le nom du label lui-même fut proposé par un des conférenciers en 1945. Après le succès médiatique de cette première conférence salle Pleyel à Paris, de très nombreux grands noms de la découverte et de l'aventure vinrent raconter leurs voyages sous l'égide de « Connaissance du monde ». Parmi eux : le commandant Cousteau, Maurice Herzog, Louis Lachenal, Haroun Tazieff, Alain Bombard, Jacques Chegaray, Marcel Isy-Schwart, Arnaud Desjardins, Jean Raspail, René Vernadet, Maurice et Katia Krafft, Vitold de Golish, la famille Mahuzier, Jacques Villeminot, Jean-Michel Bertrand , Antoine, Olivier Föllmi, etc.

### Structure juridique
La marque « Connaissance du monde » appartient à la société française Sovamac fondée en 2007.

### Activité
Le principe de la « conférence filmée » (conférence de l'auteur puis film commenté en direct au micro) a toujours été maintenu depuis 1945.
Autrefois avec des diapositives en noir et blanc, puis avec du film en format 16 mm et ensuite super 16, la projection est passée à la vidéo dans les années 2000, puis en HDV de nos jours, mais l'auteur est toujours présent. 
En 2016, 45 cinéastes-conférenciers présentaient leurs films dans plus de 400 villes en France, ainsi qu'en Suisse.

### Chaîne de télévision
Connaissance du monde a créé en 2019 une chaîne de télévision. Elle y diffuse en continu ses films, sans publicité. La chaîne est accessible à partir du FAI Free, sur le canal 221 jusqu'à sa disparition en septembre 2022.